# کریستوفر ترنر
کریستفور ترنر (انگلیسی: Kristopher Turner؛ زادهٔ ۲۷ سپتامبر ۱۹۸۰) یک هنرپیشه اهل کانادا است. وی از سال ۲۰۰۲ میلادی تاکنون مشغول فعالیت بوده‌است.